# Łotwa na Letnich Igrzyskach Paraolimpijskich 2016
Łotwę na Letnich Igrzyskach Paraolimpijskich 2016 w Rio de Janeiro reprezentowało 11 sportowców – sześciu mężczyzn i pięć kobiet. Był to siódmy występ reprezentacji Łotwy na letnich igrzyskach paraolimpijskich (po startach w 1992, 1996, 2000, 2004, 2008 i w 2012 roku). 
Reprezentanci Łotwy zdobyli cztery medale – dwa złote i dwa brązowe medale. Dało im to 45. miejsce w klasyfikacji medalowej.

## Zdobyte medale
| Medal | Zawodnik      | Dyscyplina    | Konkurencja                   |
| ----- | ------------- | ------------- | ----------------------------- |
| Złoto | Aigars Apinis | Lekkoatletyka | rzut dyskiem mężczyzn (F52)   |
| Złoto | Diāna Dadzīte | Lekkoatletyka | rzut oszczepem kobiet (F56)   |
| Brąz  | Edgars Bergs  | Lekkoatletyka | pchnięcie kulą mężczyzn (F35) |
| Brąz  | Diāna Dadzīte | Lekkoatletyka | rzut dyskiem kobiet (F55)     |

## Wyniki

### Jeździectwo
Mężczyźni
| Zawodnik       | Konkurencja                 | Wynik  | Pozycja | Źródło |
| -------------- | --------------------------- | ------ | ------- | ------ |
| Rihards Snikus | test mistrzowski – klasa Ia | 73,174 | 6       | [ 3 ]  |
| Rihards Snikus | test dowolny – klasa Ia     | 72,900 | 5       | [ 4 ]  |

### Lekkoatletyka
Mężczyźni
| Zawodnik      | Konkurencja        | Finał    | Finał   | Źródło |
| Zawodnik      | Konkurencja        | Rezultat | Miejsce | Źródło |
| ------------- | ------------------ | -------- | ------- | ------ |
| Aigars Apinis | rzut dyskiem F52   | 20,83 m  | złoto   | [ 5 ]  |
| Edgars Bergs  | pchnięcie kulą F35 | 14,55 m  | brąz    | [ 6 ]  |

Kobiety
| Zawodniczka   | Konkurencja        | Finał    | Finał   | Źródło |
| Zawodniczka   | Konkurencja        | Rezultat | Miejsce | Źródło |
| ------------- | ------------------ | -------- | ------- | ------ |
| Diāna Dadzīte | rzut dyskiem F55   | 22,66 m  | brąz    | [ 7 ]  |
| Diāna Dadzīte | rzut oszczepem F56 | 23,26 m  | złoto   | [ 8 ]  |
| Taiga Kantāne | rzut dyskiem F38   | 23,53 m  | 11      | [ 9 ]  |
| Taiga Kantāne | pchnięcie kulą F37 | 8,78 m   | 7       | [ 10 ] |

### Łucznictwo
| Zawodnik                 | Konkurencja                    | Runda rankingowa | Runda rankingowa | 1/16               | 1/8              | Ćwierćfinał      | Półfinał         | Finał            | Źródło |
| Zawodnik                 | Konkurencja                    | Punkty           | Rozstawienie     | Przeciwnik Wynik   | Przeciwnik Wynik | Przeciwnik Wynik | Przeciwnik Wynik | Przeciwnik Wynik | Źródło |
| ------------------------ | ------------------------------ | ---------------- | ---------------- | ------------------ | ---------------- | ---------------- | ---------------- | ---------------- | ------ |
| Gints Jonasts            | łuk olimpijski ind. mężczyzn   | 541              | 32               | Ranjbarkivaj P 2-6 | NQ               | NQ               | NQ               | NQ               | [ 11 ] |
| Ieva Melle               | łuk olimpijski ind. kobiet     | 592              | 12               | Lee W 6-5          | Carvalho W 6-4   | Olszewska P 0-6  | NQ               | NQ               | [ 12 ] |
| Gints Jonasts Ieva Melle | łuk olimpijski, druż. mieszana | 1133             | 13               | —                  | Włochy P 0-6     | NQ               | NQ               | NQ               | [ 13 ] |

### Pływanie
Mężczyźni
| Zawodnik        | Konkurencja                       | Eliminacje | Eliminacje | Finał    | Finał   | Źródło |
| Zawodnik        | Konkurencja                       | Rezultat   | Miejsce    | Rezultat | Miejsce | Źródło |
| --------------- | --------------------------------- | ---------- | ---------- | -------- | ------- | ------ |
| Jānis Plotnieks | 100 metrów stylem grzbietowym S10 | 1:07,96    | 6          | NQ       | NQ      | [ 14 ] |

### Szermierka na wózkach
Kobiety
| Zawodniczka    | Konkurencja    | Runda eliminacyjna                                             | Runda eliminacyjna | Runda finałowa | Runda finałowa | Źródło |
| Zawodniczka    | Konkurencja    | Przeciwnik                                                     | Miejsce            | Przeciwnik     | Miejsce        | Źródło |
| -------------- | -------------- | -------------------------------------------------------------- | ------------------ | -------------- | -------------- | ------ |
| Polina Rozkova | szpada, kat. A | Breus P 2-5 Yu W 5-2 Fidrych P 3-5 Veres P 1-5 Bian Jing P 1-5 | 6                  | NQ             | NQ             | [ 15 ] |

### Wioślarstwo
| Zawodnik                        | Konkurencja     | Eliminacje | Eliminacje | Repasaże | Repasaże | Finał   | Finał   | Źródło |
| Zawodnik                        | Konkurencja     | Czas       | Miejsce    | Czas     | Miejsce  | Czas    | Miejsce | Źródło |
| ------------------------------- | --------------- | ---------- | ---------- | -------- | -------- | ------- | ------- | ------ |
| Zanna Cveckovska Eduards Pupels | Dwójka mieszana | 4:36,95    | 6 (R)      | 4:41,33  | 5 (F B)  | 4:32,39 | 11      | [ 16 ] |